# 雫石駅

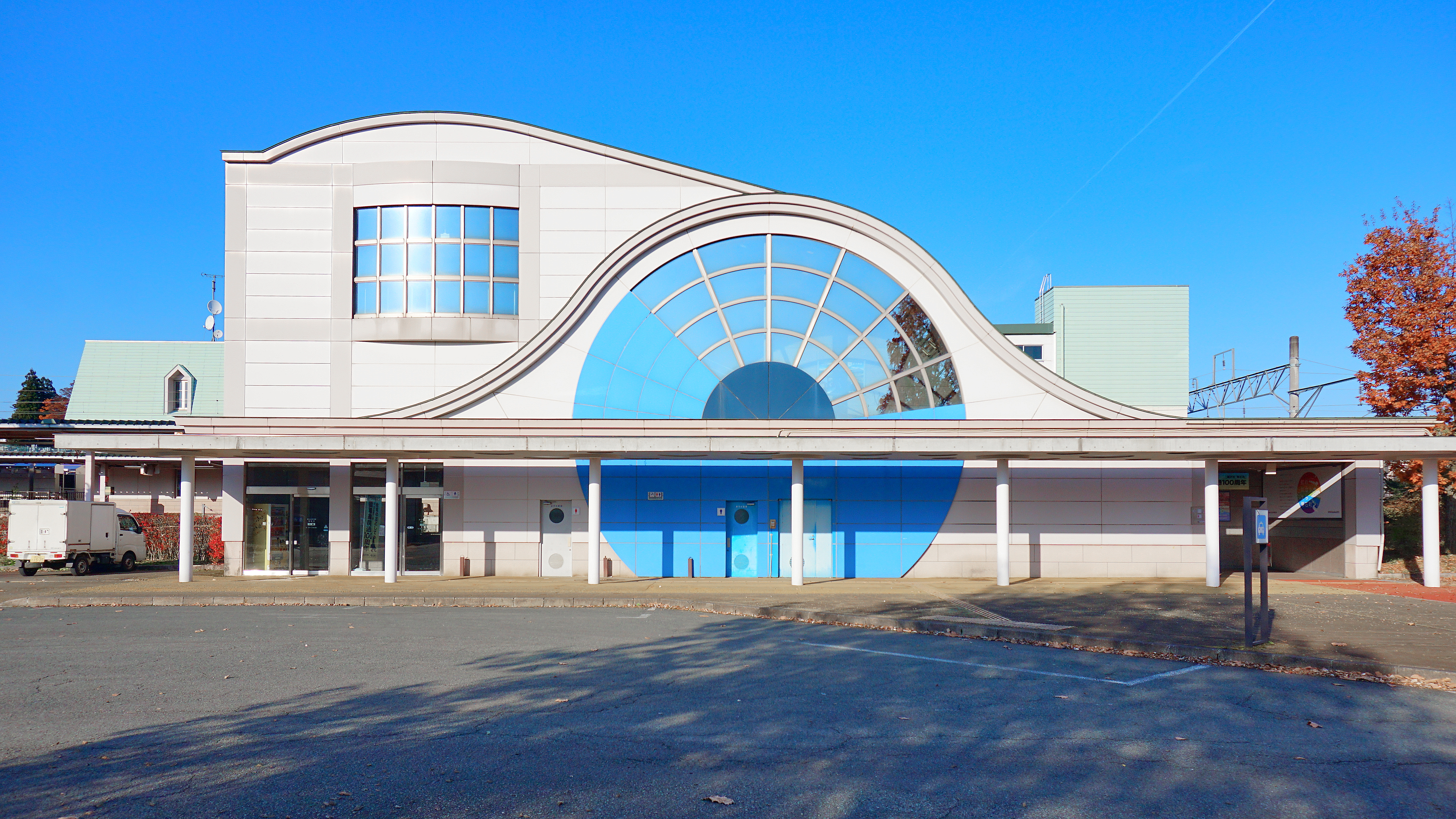
南口（2022年11月）

雫石駅（しずくいしえき）は、岩手県岩手郡雫石町にある、東日本旅客鉄道（JR東日本）田沢湖線の駅である。
当駅は田沢湖線上を走るミニ新幹線である秋田新幹線の停車駅となっており、「こまち」の一部が停車する。盛岡からの田沢湖線普通列車のうち約半数は当駅折り返しとなる。秋田新幹線の停車駅で唯一町に所在する駅でもある。事務管コードは▲210205。

## 歴史
- 1921年（大正10年）6月25日：鉄道省（のちに日本国有鉄道）橋場軽便線の終着駅として開業[2]。
- 1922年（大正11年）
  - 7月15日：当駅 - 橋場間延伸開業。中間駅となる[2]。
  - 9月2日：路線名の改称に伴い、橋場線の駅となる[2]。
- 1944年（昭和19年）10月1日：不要不急線指定区間の当駅 - 橋場間が休止。再び終着駅となる[4]。
- 1964年（昭和39年）9月10日：当駅 - 赤渕間が延伸開業し、中間駅に戻る。
- 1966年（昭和41年）10月20日：路線の改編に伴い、田沢湖線の駅となる[2]。
- 1974年（昭和49年）7月20日：貨物の取り扱いを廃止[2]。
- 1984年（昭和59年）2月1日：荷物の扱いを廃止[2]。
- 1987年（昭和62年）4月1日：国鉄分割民営化により、東日本旅客鉄道（JR東日本）の駅となる[2]。
- 1996年（平成8年）7月10日：駅舎改築工事に着手[新聞 1]。
- 1997年（平成9年）
  - 3月17日：現駅舎と自由通路の使用を開始[新聞 2]。
  - 3月22日：秋田新幹線が開業。新幹線停車駅となる。
- 2002年（平成14年）：東北の駅百選に選定される。
- 2018年（平成30年）4月1日：業務委託化。雫石駅長が廃止され、盛岡駅長管理下となる。
- 2020年（令和2年）3月14日：新幹線eチケットサービスを開始[報道 1]。
- 2021年（令和3年）3月13日：タッチでGo!新幹線のサービスを開始[報道 2][注 1]。
- 2023年（令和5年）5月27日：田沢湖線・盛岡方面においてICカード「Suica」の利用が可能となる[報道 3][報道 4]。
- 2024年（令和6年）10月1日：えきねっとQチケのサービスを開始[1][報道 5]。

## 駅構造
単式ホーム1面1線と島式ホーム1面2線、合計2面3線のホームを持つ地上駅で、橋上駅舎を有する。秋田新幹線の列車は基本的には1番線に停車し、対向列車との行き違いがある場合には、下り列車は2番線に停車する。田沢湖線の普通列車は主に2・3番線から発車するが、1番線から発車する列車もある。折り返し列車は3番線から発車する。
盛岡駅が管理し、JR東日本東北総合サービスが受託する業務委託駅である。かつては駅長配置の直営駅で、管理駅として、大釜駅 - 赤渕駅間の各駅を管理していた。
改札口には秋田新幹線「新幹線eチケットサービス」「タッチでGo!新幹線」「えきねっとQチケ」用改札機と、田沢湖線用の簡易Suica改札機がそれぞれ設置されている。「えきねっとQチケ」を利用する場合は、秋田新幹線では改札機にQRコードをかざす一方、田沢湖線では改札窓口にいる係員へQRコードを提示する必要がある。駅舎は秋田新幹線開業に合わせて雫石町とJR東日本が建設した合築駅舎で、1階に観光案内所・食堂、2階に駅事務室・みどりの窓口・自動券売機・指定席券売機・カフェおよび売店・待合室のほか、駅南北を結ぶ自由通路が設置されている。また、1階には図書室も設置されていた。

### のりば

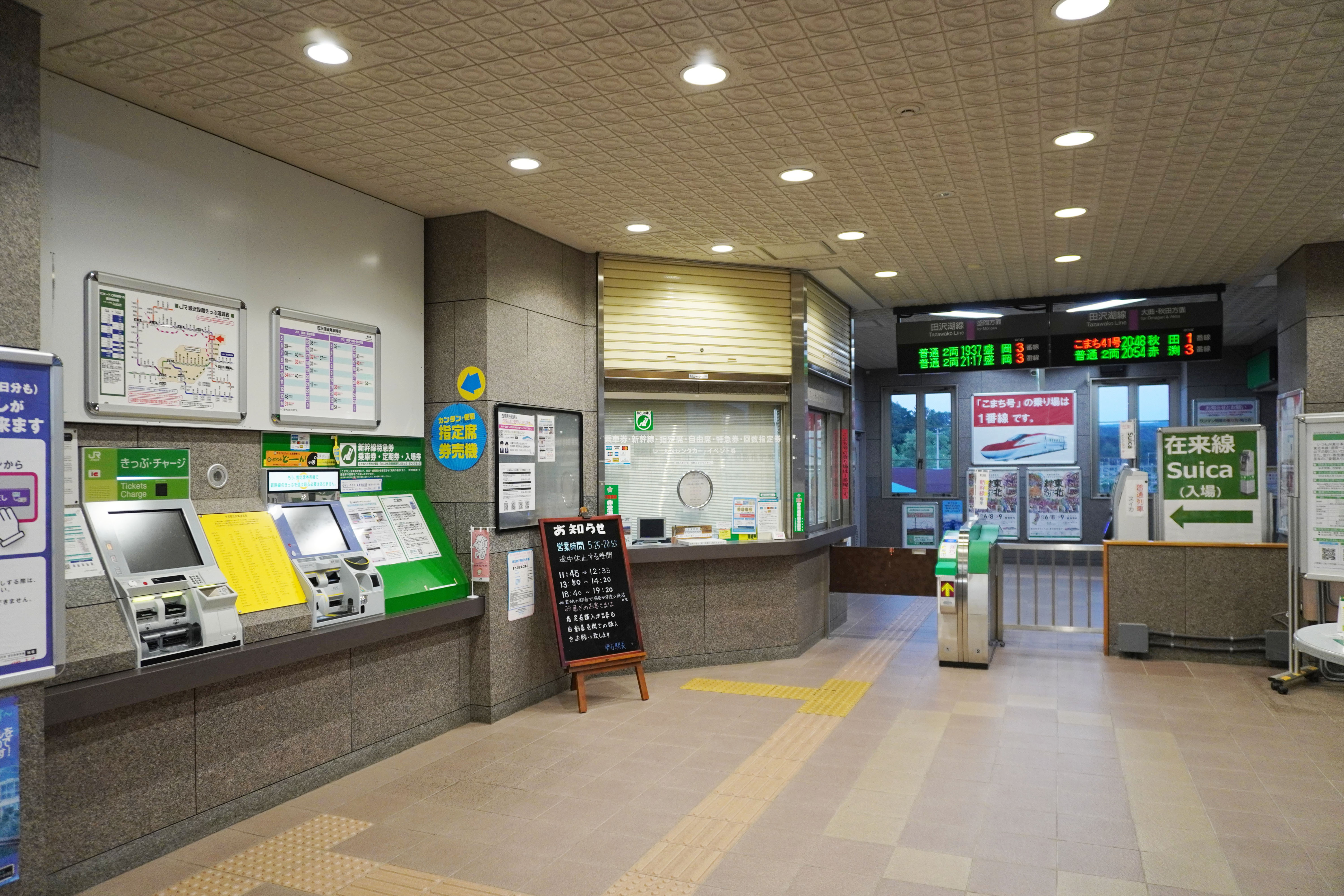
改札口（2024年5月）
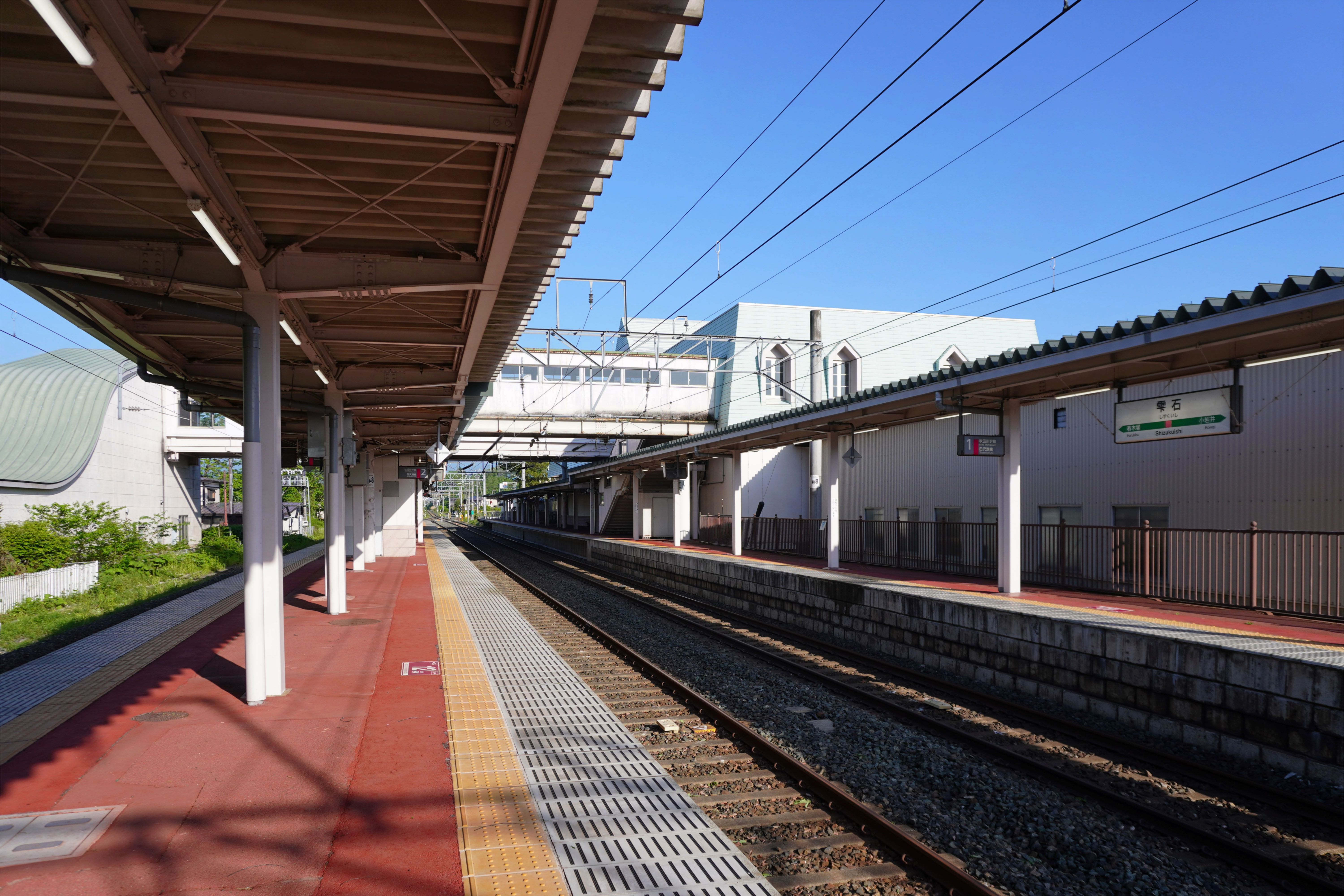
ホーム（2024年5月）

| 番線 | 路線                  | 方向 | 行先           |
| ---- | --------------------- | ---- | -------------- |
| 1    | ■秋田新幹線 ■田沢湖線 | 上り | 盛岡・東京方面 |
| 1    | ■秋田新幹線 ■田沢湖線 | 下り | 大曲・秋田方面 |
| 2    | ■田沢湖線             | 上り | 盛岡・東京方面 |
| 3    | ■田沢湖線             | 上り | 盛岡・東京方面 |
| 3    | ■田沢湖線             | 下り | 大曲・秋田方面 |

- 改札口（2024年5月）
- ホーム（2024年5月）

## 利用状況
JR東日本によると、2023年度（令和5年度）の1日平均乗車人員は452人である。
2000年度（平成12年度）以降の推移は以下のとおりである。
| 1日平均乗車人員推移 | 1日平均乗車人員推移 | 1日平均乗車人員推移 | 1日平均乗車人員推移 | 1日平均乗車人員推移 |
| 年度                | 定期外              | 定期                | 合計                | 出典                |
| ------------------- | ------------------- | ------------------- | ------------------- | ------------------- |
| 2000年（平成12年）  |                     |                     | 771                 | [ 利用客数 2 ]      |
| 2001年（平成13年）  |                     |                     | 739                 | [ 利用客数 3 ]      |
| 2002年（平成14年）  |                     |                     | 727                 | [ 利用客数 4 ]      |
| 2003年（平成15年）  |                     |                     | 706                 | [ 利用客数 5 ]      |
| 2004年（平成16年）  |                     |                     | 674                 | [ 利用客数 6 ]      |
| 2005年（平成17年）  |                     |                     | 649                 | [ 利用客数 7 ]      |
| 2006年（平成18年）  |                     |                     | 631                 | [ 利用客数 8 ]      |
| 2007年（平成19年）  |                     |                     | 626                 | [ 利用客数 9 ]      |
| 2008年（平成20年）  |                     |                     | 641                 | [ 利用客数 10 ]     |
| 2009年（平成21年）  |                     |                     | 633                 | [ 利用客数 11 ]     |
| 2010年（平成22年）  |                     |                     | 622                 | [ 利用客数 12 ]     |
| 2011年（平成23年）  |                     |                     | 585                 | [ 利用客数 13 ]     |
| 2012年（平成24年）  | 155                 | 418                 | 574                 | [ 利用客数 14 ]     |
| 2013年（平成25年）  | 156                 | 418                 | 574                 | [ 利用客数 15 ]     |
| 2014年（平成26年）  | 142                 | 409                 | 552                 | [ 利用客数 16 ]     |
| 2015年（平成27年）  | 152                 | 397                 | 549                 | [ 利用客数 17 ]     |
| 2016年（平成28年）  | 149                 | 403                 | 553                 | [ 利用客数 18 ]     |
| 2017年（平成29年）  | 144                 | 403                 | 547                 | [ 利用客数 19 ]     |
| 2018年（平成30年）  | 142                 | 418                 | 561                 | [ 利用客数 20 ]     |
| 2019年（令和元年）  | 134                 | 394                 | 528                 | [ 利用客数 21 ]     |
| 2020年（令和02年）  | 72                  | 348                 | 420                 | [ 利用客数 22 ]     |
| 2021年（令和03年）  | 75                  | 332                 | 407                 | [ 利用客数 23 ]     |
| 2022年（令和04年）  | 93                  | 339                 | 432                 | [ 利用客数 24 ]     |
| 2023年（令和05年）  | 119                 | 333                 | 452                 | [ 利用客数 1 ]      |

## 駅周辺
- 雫石川
- 岩手県道・秋田県道1号盛岡横手線
- 岩手県道211号雫石停車場線
- 岩手県道212号雫石東八幡平線
- 国道46号（雫石バイパス）
- 雫石町役場
- 雫石郵便局
- 雫石町立雫石小学校
- 岩手県交通盛岡方面バス停

## その他
- 「宮沢賢治をテーマにしたファンタジックな駅」として、東北の駅百選に選定された。
- 雫石町内を運行するデマンドバスのあねっこバスが発着している。

## 隣の駅
東日本旅客鉄道（JR東日本）
■秋田新幹線
盛岡駅 - 雫石駅 - 田沢湖駅
■田沢湖線
小岩井駅 - 雫石駅 - 春木場駅

### かつて存在した路線
鉄道省
橋場線
小岩井駅 - 雫石駅 - 橋場駅

### 記事本文